# They Can’t Take That Away from Me
They Can’t Take That Away from Me ist ein Song, der 1937 von George Gershwin (Musik) und Ira Gershwin (Text) geschrieben wurde und zu „den absoluten Evergreens des Great American Songbook“ gehört.

## Verwendung des Songs und erste Aufnahme
Erstmals präsentiert wurde der Song, der die Liedform A1-A2-B-A2 aufweist, von Fred Astaire in dem Filmmusical Tanz mit mir (1937); er singt ihn im Film auf dem Deck der Fähre von New Jersey nach Manhattan an Ginger Rogers gewandt, die ihm zuhört und dann zurückbleibt. Astaire und Rogers tanzen von dem Song begleitet auch in ihrem letzten gemeinsamen Film Die Tänzer vom Broadway (1949), in dem sie ein verheiratetes Paar spielen. Fred Astaire nahm They Can’t Take That Away from Me am 18. März 1937 für Brunswick Records mit dem Johnny Green Orchestra auf. Astaires Aufnahme wurde ein großer Erfolg und stand für zehn Wochen auf Platz 1 der US-Popcharts.

## Coverversionen des Songs
Im selben Jahr wurde der Song 1937 erfolgreich vom Tommy Dorsey Orchestra (mit dem Bandvokalisten Jack Leonard, #11 der US-Charts), Ozzie Nelson (#6), Billie Holiday/Teddy Wilson (#12), dem Count Basie Orchestra und Benny Goodman aufgenommen; der Song gehörte später zu den größten Erfolgen des Sängers Frank Sinatra.
Im Bereich des Jazz wurde der Song bald zu einem viel gespielten Jazzstandard; Tom Lord listet 536 Coverversionen des Titels darunter Charlie Parker (Charlie Parker with Strings 1949), Dizzy Gillespie, Sarah Vaughan (Sarah Vaughan with Clifford Brown 1954); Erroll Garner (Concert by the Sea 1955), Ella Fitzgerald im Duett mit Louis Armstrong (Ella and Louis 1956), Perry Como, Anita O’Day, Shirley Bassey und June Christy. Lester Young interpretierte ihn 1958 auf der Klarinette; Oscar Peterson und andere Gastmusiker begleiteten 1952 Fred Astaire bei einer Neuaufnahme für Mercury. In späteren Jahren wurde er auch von Tony Bennett, Harry Connick junior, Diana Krall und Rupert Everett/Robbie Williams (Swing When You’re Winning) gecovert.

## Oscar-Nominierung und weitere Verwendung im Film
George Gershwin starb zwei Monate nach der Premiere des Films; der Song wurde 1937 nach Gershwins Tod für die Oscarverleihung 1938 in der Kategorie Bester Song nominiert.
Der Song fand in späteren Jahren Verwendung in mehreren weiteren Filmen, darunter Kenneth Branaghs Musicalversion von Shakespeares Verlorene Liebesmüh’ (2000), in Stephen Hereks Mr. Holland’s Opus (1995) und in Barry Levinsons Rain Man (1988).